# Lycoptera
Lycoptera ist ein zur Familie der Lycopteridae gehörender Echter Knochenfisch (Teleostei). Die Art Lycoptera davidi lebte vor 157 bis 136 Millionen Jahren, d. h. in der Zeitspanne vom Kimmeridgium (oberer Jura) bis zum Valanginium (Unterkreide). Fossilien wurden hauptsächlich in Liaoning (Rehe-Provinz) im Nordosten der Volksrepublik China gefunden. Die hier anstehende Jiufotang-Formation enthält eine reichhaltige Lycoptera-Ichthyofauna, die jedoch in den Zeitraum oberes Aptium–unteres Albium gestellt wurde. Sie sind die ältesten fossilen Angehörigen der heute noch lebenden Knochenzünglerähnlichen (Osteoglossomorpha).

## Merkmale

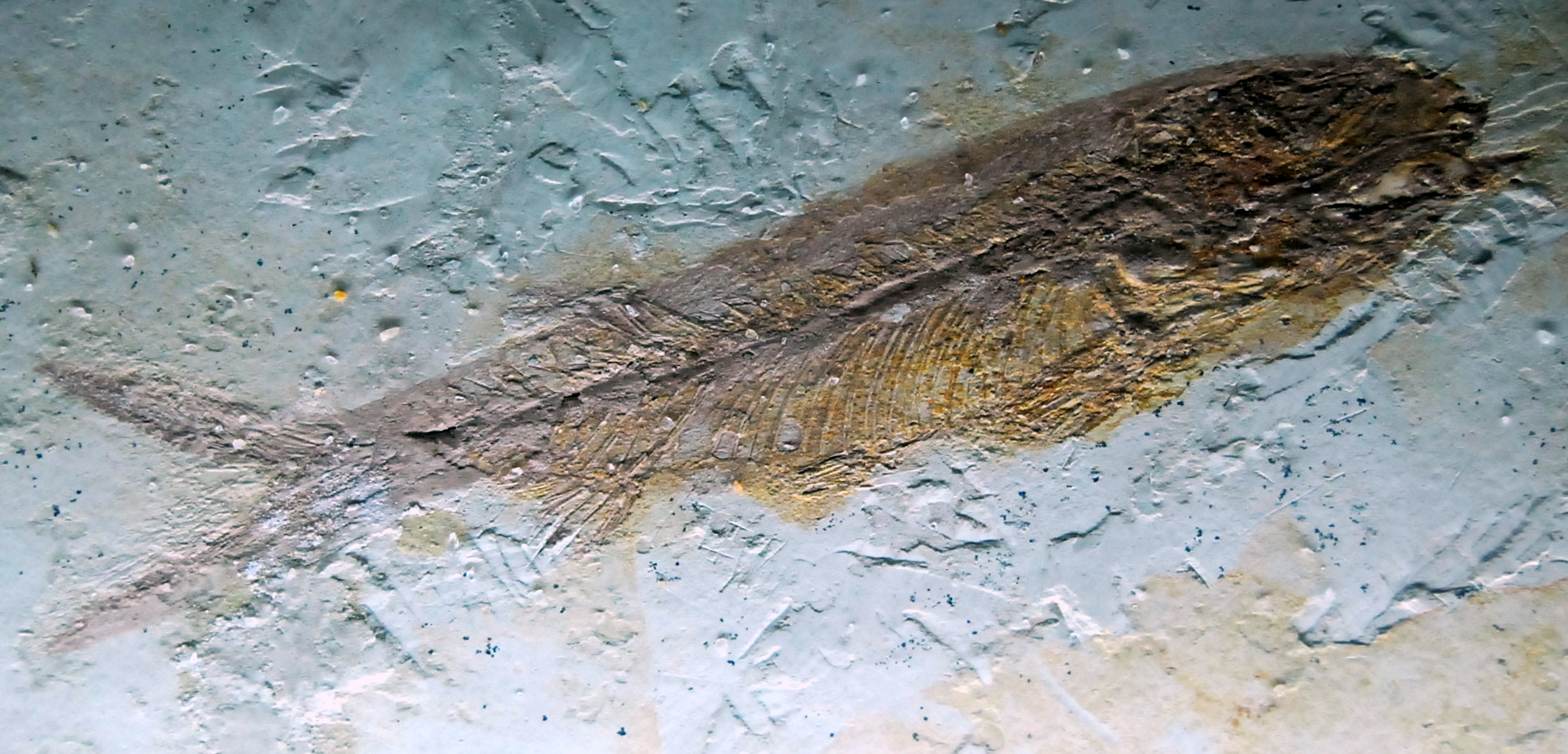
Lycoptera

Bei Lycoptera handelt es sich um kleinwüchsige Süßwasserfische, die im Schnitt eine Größe von sieben bis neun Zentimeter aufwiesen und maximal etwa 18 Zentimeter lang werden konnten. Sie hatten einen schlanken, langgestreckten Körper, einen schmalen Kopf mit abgerundeter Schnauze und oberständigem Maul. Die Rückenflosse lag weit hinten, oberhalb der Afterflosse, die Brustflossen waren schmal und lang, die Schwanzflosse nur leicht eingebuchtet.
Lycoptera waren vermutlich Schwarmfische und ernährten sich hauptsächlich von treibenden Gräsern.

## Arten
- Lycoptera davidi
- Lycoptera muroii